# Enchophora stillifera
Enchophora stillifera är en insektsart som först beskrevs av Stsl 1862.  Enchophora stillifera ingår i släktet Enchophora och familjen lyktstritar. Inga underarter finns listade i Catalogue of Life.